# Liviu Antal
Liviu Ion Antal, né le 2 juin 1989 à Șimleu Silvaniei, est un footballeur international roumain évoluant au poste de milieu de terrain.
Il joue actuellement pour le Žalgiris Vilnius.

## Carrière
Il joue son premier match en équipe nationale le 12 juin 2011 en amical contre le Paraguay.
Avec les clubs d'Oțelul Galați et du FC Vaslui, il participe à la Ligue des champions.

## Palmarès

### Club
- Champion de Roumanie en 2011 avec l'Oțelul Galați
- Vainqueur de la Supercoupe de Roumanie en 2011 avec l'Oțelul Galați
- Vainqueur de la Coupe de Lituanie en 2018 avec le Žalgiris Vilnius
- Vice-champion de Lituanie en 2017 et 2018  avec le Žalgiris Vilnius
- Finaliste de la Coupe de Lituanie en 2017 avec le Žalgiris Vilnius

### Distinctions personnelles
- Meilleur buteur du championnat de Roumanie en 2014 avec 15 buts
- Meilleur buteur du championnat de Lituanie en 2018 avec 23 buts